# Andreas Sander
Andreas Sander (ur. 13 czerwca 1989 w Schwelm) – niemiecki narciarz alpejski, wicemistrz świata oraz mistrz świata juniorów.

## Kariera
Pierwszy raz na arenie międzynarodowej Andreas Sander pojawił się 29 listopada 2004 roku w Kaunertal, gdzie w zawodach uniwersyteckich w slalomie zajął 35. miejsce. W 2007 roku wystartował na mistrzostwach świata juniorów w Altenmarkt, gdzie jego najlepszym wynikiem było 21. miejsce w supergigancie. Na rozgrywanych rok później mistrzostwach świata juniorów w Formigal w tej samej konkurencji zdobył złoty medal, wyprzedzając dwóch Austriaków: Matthiasa Mayera i Björna Siebera. Na tej samej imprezie był też między innymi szósty w kombinacji i ósmy w zjeździe. Zajął także czwarte miejsce w kombinacji podczas mistrzostw świata juniorów Garmisch-Partenkirchen w 2009 roku. Walkę o podium przegrał tam z Włochem Giovannim Borsottim.
W zawodach Pucharu Świata zadebiutował 13 marca 2008 roku w Bormio, gdzie nie ukończył rywalizacji w supergigancie. Pierwsze pucharowe punkty wywalczył 18 grudnia 2010 roku w Val Gardena, zajmując 28. miejsce w zjeździe. Pierwszy raz na podium zawodów pucharowych stanął 5 marca 2023 roku w Aspen, kończąc supergiganta na drugiej pozycji. W zawodach tych rozdzielił Szwajcara Marco Odermatta i Aleksander Aamodt Kilde z Norwegii.
Podczas mistrzostw świata w Cortina d’Ampezzo w 2021 roku wywalczył srebrny medal w supergigancie. Uplasował się tam za Austriakiem Vincentem Kriechmayrem a przed Szwajcarem Beatem Feuzem. Wystartował na igrzyskach olimpijskich w Pjongczangu w 2018 roku, zajmując dziesiąte miejsce w zjeździe i ósme w supergigancie. Podczas rozgrywanych cztery lata później igrzysk olimpijskich w Pekinie plasował się odpowiednio na siedemnastej i ósmej pozycji. Był też między innymi siódmy w supergigancie na mistrzostwach świata w St. Moritz w 2017 roku. 
Kilkakrotnie zdobywał medale mistrzostw Niemiec, w tym złote w zjeździe w latach 2011 i 2012 oraz supergigancie w latach 2011, 2012 i 2014.

## Osiągnięcia

### Igrzyska olimpijskie
| Miejsce | Dzień     | Rok  | Miejscowość | Konkurencja     | Czas biegu | Strata | Zwycięzca          |
| ------- | --------- | ---- | ----------- | --------------- | ---------- | ------ | ------------------ |
| DNS2    | 12 lutego | 2018 | Pjongczang  | Superkombinacja | 2:06,52    | -      | Marcel Hirscher    |
| 10.     | 15 lutego | 2018 | Pjongczang  | Zjazd           | 1:40,25    | +1,37  | Aksel Lund Svindal |
| 8.      | 16 lutego | 2018 | Pjongczang  | Supergigant     | 1:24,44    | +0,77  | Matthias Mayer     |
| 17.     | 7 lutego  | 2022 | Pekin       | Zjazd           | 1:42,69    | +1,43  | Beat Feuz          |
| 8.      | 8 lutego  | 2022 | Pekin       | Supergigant     | 1:19,94    | +1,27  | Matthias Mayer     |

### Mistrzostwa świata
| Miejsce | Dzień     | Rok  | Miejscowość        | Konkurencja     | Czas biegu | Strata | Zwycięzca           |
| ------- | --------- | ---- | ------------------ | --------------- | ---------- | ------ | ------------------- |
| 21.     | 9 lutego  | 2011 | Ga-Pa              | Supergigant     | 1:38,31    | +4,09  | Christof Innerhofer |
| DNF     | 12 lutego | 2011 | Ga-Pa              | Zjazd           | 1:58,41    | -      | Erik Guay           |
| 23.     | 5 lutego  | 2015 | Vail/Beaver Creek  | Supergigant     | 1:15,68    | +1,69  | Hannes Reichelt     |
| 17.     | 7 lutego  | 2015 | Vail/Beaver Creek  | Zjazd           | 1:44,10    | +1,13  | Patrick Küng        |
| 23.     | 8 lutego  | 2015 | Vail/Beaver Creek  | Superkombinacja | 2:37,14    | +3,19  | Marcel Hirscher     |
| 7.      | 9 lutego  | 2017 | Sankt Moritz       | Supergigant     | 1:25,38    | +0,97  | Erik Guay           |
| 8.      | 12 lutego | 2017 | Sankt Moritz       | Zjazd           | 1:38,91    | +0,56  | Beat Feuz           |
| 23.     | 13 lutego | 2017 | Sankt Moritz       | Superkombinacja | 2:26,33    | +2,92  | Luca Aerni          |
| 7.      | 6 lutego  | 2019 | Åre                | Supergigant     | 1:24,20    | +0,97  | Dominik Paris       |
| 8.      | 9 lutego  | 2019 | Åre                | Zjazd           | 1:19,98    | +0,56  | Kjetil Jansrud      |
| 23.     | 13 lutego | 2017 | Sankt Moritz       | Superkombinacja | 2:26,33    | +2,92  | Luca Aerni          |
| 9.      | 11 lutego | 2021 | Cortina d’Ampezzo  | Supergigant     | 1:19,41    | +0,88  | Vincent Kriechmayr  |
| 2.      | 14 lutego | 2021 | Cortina d’Ampezzo  | Zjazd           | 1:37,79    | +0,01  | Vincent Kriechmayr  |
| DNS2    | 7 lutego  | 2023 | Courchevel/Méribel | Kombinacja      | 1:53,31    | -      | Alexis Pinturault   |
| 9.      | 9 lutego  | 2023 | Courchevel/Méribel | Supergigant     | 1:07,22    | +0,67  | James Crawford      |
| 29.     | 12 lutego | 2023 | Courchevel/Méribel | Zjazd           | 1:47,05    | +2,40  | Marco Odermatt      |

### Mistrzostwa świata juniorów
| Miejsce | Dzień     | Rok  | Miejscowość            | Konkurencja | Czas biegu | Strata     | Zwycięzca               |
| ------- | --------- | ---- | ---------------------- | ----------- | ---------- | ---------- | ----------------------- |
| DSQ     | 6 marca   | 2007 | Altenmarkt             | Zjazd       | 1:38,41    | -          | Beat Feuz               |
| 21.     | 8 marca   | 2007 | Altenmarkt             | Supergigant | 1:07,77    | +2,14      | Beat Feuz               |
| 49.     | 9 marca   | 2007 | Altenmarkt             | Gigant      | 2:14,01    | +7,39      | Marcel Hirscher         |
| DNF1    | 10 marca  | 2007 | Altenmarkt             | Slalom      | 1:49,45    | -          | Matic Skube             |
| 8.      | 26 lutego | 2008 | Formigal               | Zjazd       | 1:45,31    | +0,57      | Hagen Patscheider       |
| 27.     | 27 lutego | 2008 | Formigal               | Slalom      | 1:29,68    | +5,32      | Marcel Hirscher         |
| 1.      | 28 lutego | 2008 | Formigal               | Supergigant | 1:21,02    | -          | -                       |
| 29.     | 29 lutego | 2008 | Formigal               | Gigant      | 1:57,00    | +3,30      | Marcel Hirscher         |
| 6.      | 29 lutego | 2008 | Formigal               | Kombinacja  | 28,63 pkt  | +39,69 pkt | Matts Olsson            |
| 7.      | 4 marca   | 2009 | Garmisch-Partenkirchen | Zjazd       | 1:39,06    | +1,23      | Andy Plank              |
| 10.     | 4 marca   | 2009 | Garmisch-Partenkirchen | Supergigant | 1:16,64    | +1,14      | Manuel Kramer           |
| 15.     | 5 marca   | 2009 | Garmisch-Partenkirchen | Gigant      | 2:18,49    | +3,97      | Alexis Pinturault       |
| 27.     | 6 marca   | 2009 | Garmisch-Partenkirchen | Slalom      | 1:20,78    | +3,48      | Jesper Riis-Johannessen |
| 4.      | 6 marca   | 2009 | Garmisch-Partenkirchen | Kombinacja  | 58,23 pkt  | +8,04 pkt  | Sepp Gerber             |

### Puchar Świata

#### Miejsca w klasyfikacji generalnej
- sezon 2010/2011: 161.
- sezon 2011/2012: 80.
- sezon 2012/2013: 120.
- sezon 2014/2015: 93.
- sezon 2015/2016: 31.
- sezon 2016/2017: 37.
- sezon 2017/2018: 31.
- sezon 2018/2019: 93.
- sezon 2019/2020: 37.
- sezon 2020/2021: 20.
- sezon 2021/2022: 46.
- sezon 2022/2023: 15.

#### Miejsca na podium w zawodach
1. Aspen – 5 marca 2023 (supergigant) - 2. miejsce
2. Soldeu – 15 marca 2023 (zjazd) – 3. miejsce